# 太田資顯
太田資顯（生年不詳－1547年11月21日）是日本戰國時代武將。別名是資時。左京亮。信濃守。號全鑑。太田資賴嫡男。太田資正之兄。妻子是成田親泰的女兒。女兒是上杉憲盛正室。

## 簡歷
與父親和弟弟一同仕於扇谷上杉氏。天文2年（1533年），父親資賴隱居後，繼任家督。因為主家衰退，於是與後北條氏的加強關係，天文15年（1546年）3月與北條氏逐漸親近。同年4月，主君上杉朝定在河越夜戰中被北條氏康擊敗後戰死，資顯正式成為後北條氏的家臣。
天文16年（1547年）10月9日死去。享年不詳，但是在死前已經有孫。因為不是男子，家督由弟弟資正繼承。